# HMS Queen Elizabeth (1913)
HMS Queen Elizabeth był okrętem głównym pancerników typu Queen Elizabeth – drednotów brytyjskich. Okręt został nazwany imieniem Elżbiety I. Uczestniczył w obu wojnach światowych. Uznawany też za pierwszy brytyjski szybki pancernik ery drednotów.

## Historia okrętu

### Pierwsza wojna światowa
Okręt został zwodowany 16 października 1913 roku w Portsmouth, Hampshire i wszedł do służby w styczniu 1915 roku podczas I wojny światowej.
Gdy był w fazie testów końcowych na Morzu Śródziemnym, „Queen Elizabeth” został wysłany do Dardaneli, gdzie uczestniczył w alianckiej próbie wyeliminowania Imperium Osmańskiego z wojny. Był tam jedynym nowoczesnym pancernikiem i wraz z krążownikami liniowymi i pancernikami – predrednotami ostrzeliwał cele tureckie. „Queen Elizabeth” był okrętem flagowym w czasie przygotowań do operacji morskiej w Cieśninie Dardanelskiej i prowadził pierwszą linię brytyjskich pancerników w decydującej bitwie 18 marca 1915 roku. Podczas inwazji na Gallipoli 25 kwietnia pancernik był okrętem flagowym generała sir Iana Hamiltona, dowódcy Śródziemnomorskich Sił Ekspedycyjnych. Jednak po zatopieniu HMS „Goliath” przez turecki okręt torpedowy 12 maja, „Queen Elizabeth” został natychmiast wycofany na bezpieczniejszą pozycję.
Później dołączył do 5th Battle Squadron, dowodzonego przez admirała Hugh Evan-Thomasa. Jednostka składała się z wszystkich pancerników typu Queen Elizabeth i wchodziła w skład Grand Fleet bazującej w Scapa Flow. Jednak nie uczestniczył wraz ze swymi siostrzanymi okrętami w bitwie jutlandzkiej, ponieważ był wtedy w doku na przeglądzie.

### Dwudziestolecie międzywojenne
Pomiędzy wojnami pancernik był okrętem flagowym Brytyjskiej Floty Atlantyckiej w latach 1919–1924. Od 1924 roku był okrętem flagowym Brytyjskiej Floty Śródziemnomorskiej. Okręt został dwukrotnie przebudowany, w trakcie pierwszej modernizacji dodano tzw. bąble przeciwtorpedowe i połączono oba kominy w jeden. Druga modernizacja była znacznie gruntowniejsza. Okręt otrzymał m.in. nowe maszyny i kotły, przebudowano wszystkie nadbudówki, wzmocniono opancerzenie pokładów, usunięto działa kalibru 152 i zastąpiono działami kalibru 114 mm oraz zwiększono liczbę mniejszych działek przeciwlotniczych. Otrzymał także katapultę do wystrzeliwania samolotów oraz hangar do ich przechowywania.

### II wojna światowa
Podczas II wojny światowej pancernik był częścią Brytyjskiej Floty Śródziemnomorskiej. Został poważnie uszkodzony przez wybuch miny postawionej przez włoskich płetwonurków na pojazdach SLC („żywych torpedach”) w porcie w Aleksandrii 19 grudnia 1941 roku, lecz nie zatonął. Jego pokład był ponad powierzchnią, a włoscy płetwonurkowie zostali ujęci, więc Brytyjczycy mogli przez pewien czas udawać, że uszkodzony okręt jest sprawny i ukryć osłabienie swoich sił w regionie. Zginęło 8 (wg innych danych 9) członków załogi. Po prowizorycznej naprawie w doku pływającym, popłynął na remont do stoczni w Norfolk w Stanach Zjednoczonych, trwający od 6 września do 1 czerwca 1943 roku. Później został wysłany na Pacyfik, gdzie służył od 1944 roku, biorąc udział w rajdach na japońskie bazy w Indonezji. Niedługo po zakończeniu działań wojennych, w marcu 1948 roku został sprzedany na złom.